# Зайцев Пилип Адамович
Пили́п Ада́мович За́йцев (* 26 березня 1877 — † 10 червня 1957) — грузинський і російський радянський ентомолог, спеціаліст з водяних жуків, основоположник наукового вивчення ентомофауни Закавказзя. Доктор біологічних наук, академік АН Грузинської РСР. Директор Інституту зоології АН Грузинської РСР. Заслужений діяч науки Грузії.

## Біографія
П. А. Зайцев народився у Києві в родині поштового службовця. Пилип навчався у київській класичній гімназії (1887—1895), виявивши неабиякі здібності до іноземних мов. Закінчивши гімназію з золотою медаллю, він поступає до Петербурзького університету на факультет східних мов. Від початку навчання він став ще й вільним слухачем лекцій з природознавства.
Лекції професорів П. Ф. Лесгафта, О. С. Догеля, В. М. Шимкевича і В. Т. Шевякова підштовхнули його перейти на природниче відділення фізико-математичного факультету. За участь у Всеросійському страйку студентів Пилипа Зайцева виключили з університету (лютий 1899), але невдовзі йому дозволили завершити навчання.
Після закінчення університету (1900) молодий фахівець стає асистентом Жіночого медичного інституті. Наступного року його відряджають на озеро Бологе лаборантом біологічної станції. Згордом він стає її завідувачем і вивчає озерних коловерток. Він знаходить новий для науки вид коловертки-паразита і звертає увагу на водяних жуків. У 1902 році він починає вивчати видовий склад жуків та лускокрилих Новгородчини.
Під керівництвом досвідчених колеоптерологів А. П. Семенова-Тян-Шанського та Г. Г. Якобсона молодий ентомолог працює з колекціями Зоологічного музею (згодом Зоологічний інститут Академії наук — ЗІН) і публікує цикл статей, де описує десятки нових для науки видів і родів твердокрилих.
1905 року його обирають асистентом Інституту сільського господарства і лісівництва у Люблинській губернії (нині Польща). Він вивчає фондові колекції у музеях Західної Європи, складає і публікує світовий каталог водяних жуків трьох родин.
В 1911 році П. Зайцева як старшого спеціаліста Департаменту землеробства відряджають до Тифлісу для налагодження наукової роботи з прикладної ентомології. Він організує Ентомологічний кабінет при Тифліському ботанічному саді і до кінця життя залишається в Грузії. У 1912 році його відрядили до України. В Києві, Полтаві, а також у Сімферополі він вивчає способи використання комах-паразитів для Біологічного захисту рослин.
Згодом він працював деканом, проректором і ректором Тбіліського політехнічного інституту, професором (1935). Наступного року він стає доктором біологічних наук (без захисту дисертації). Коли в Грузії створили республіканську академію наук (1941), П. Зайцева обрали її дійсним членом, він очолив Інститут зоології АН Грузинської РСР.
Його син Вадим Пилипович Зайцев (1934—2012) став ентомологом, доктором біологічних наук, професором, знавцем бренівкових двокрилих комах, заступником директора ЗІНу.
Пилип Адамович Зайцев помер 10 червня 1957 року.

## Наукова та організаційна діяльність
Основні наукові праці П. А. Зайцева є результатом вивчення твердокрилих. Найбільш вагомий внесок він зробив у вивчення систематики і фауністики водяних жуків. Він описав як нові для науки численні види комах цієї групи. П. Зайцев також досліджував шкідників бавовнику, плодових дерев та інших сільгоспкультур, кровососучих комарів Закавказзя.
П. Зайцев брав участь в експедиції на Полярний Урал, де зібрав численні зоологічні матеріали з тундрової фауни (1909), брав участь у роботі 1-го Міжнародного ентомологічного конгресу (Брюссель, 1910), редагував видання «Труды Русского энтомологического общества» (1907—1911.
Вчений багато зробив для становлення системи вищої освіти і підготовки наукових кадрів у Грузії.

## Нагороди і визнання
Багатогранна діяльність Ф. А. Зайцева відзначена двома орденами і медалями (дивись вище). На його честь названо низку видів і два роди водяних жуків з родини Elmidae: Zaitzevia Champion, 1923 і Zaitzeviaria Nomura, 1959).
Академія наук Грузії видала довідкову книгу про життя та діяльність П. А. Зайцева. Вона містить повний список його праць, коротку біографію, нарис діяльності, переліки публікацій про нього, видів тварин, названих на його честь, видів описаних ним самим тощо..
8 листопада 2004 року у Волгограді створене громадське Товариство дослідників водних твердокрилих імені П. А. Зайцева (скорочено: «Зайцев-клуб»).

## Основні праці
- Zaitzev Ph. A. Dryopidae, Cyathoceridae, Georyssidae, Heteroceridae // Coleopterorum catalogus. Junk-Schenkling, 1910. Pars 17, p. 1–68.
- Зайцев Ф. А. Плавунцовые и вертячки // Фауна СССР. Жесткокрылые, т. 4. М.-Л., 1953. — 377 с.
- Zaitzev F.A. Fauna of the USSR. Coleoptera. Families: Amphizoidae, Hygrobiidae, Haliplidae, Dytiscidae, Gyrinidae. — Jerusalem: Israel Program for Scientific Translations. 1972. — 401 pp.